# Nonyma congoensis
Nonyma congoensis là một loài bọ cánh cứng trong họ Cerambycidae.